# Bogotol
Bogotol (oroszul: Боготол) város Oroszország ázsiai részén, a Krasznojarszki határterületen, a Bogotoli járás székhelye. Önkormányzati szempontból: városi körzet (городской округ).
Népessége: 21 051 fő (a 2010. évi népszámláláskor).

## Elhelyezkedése

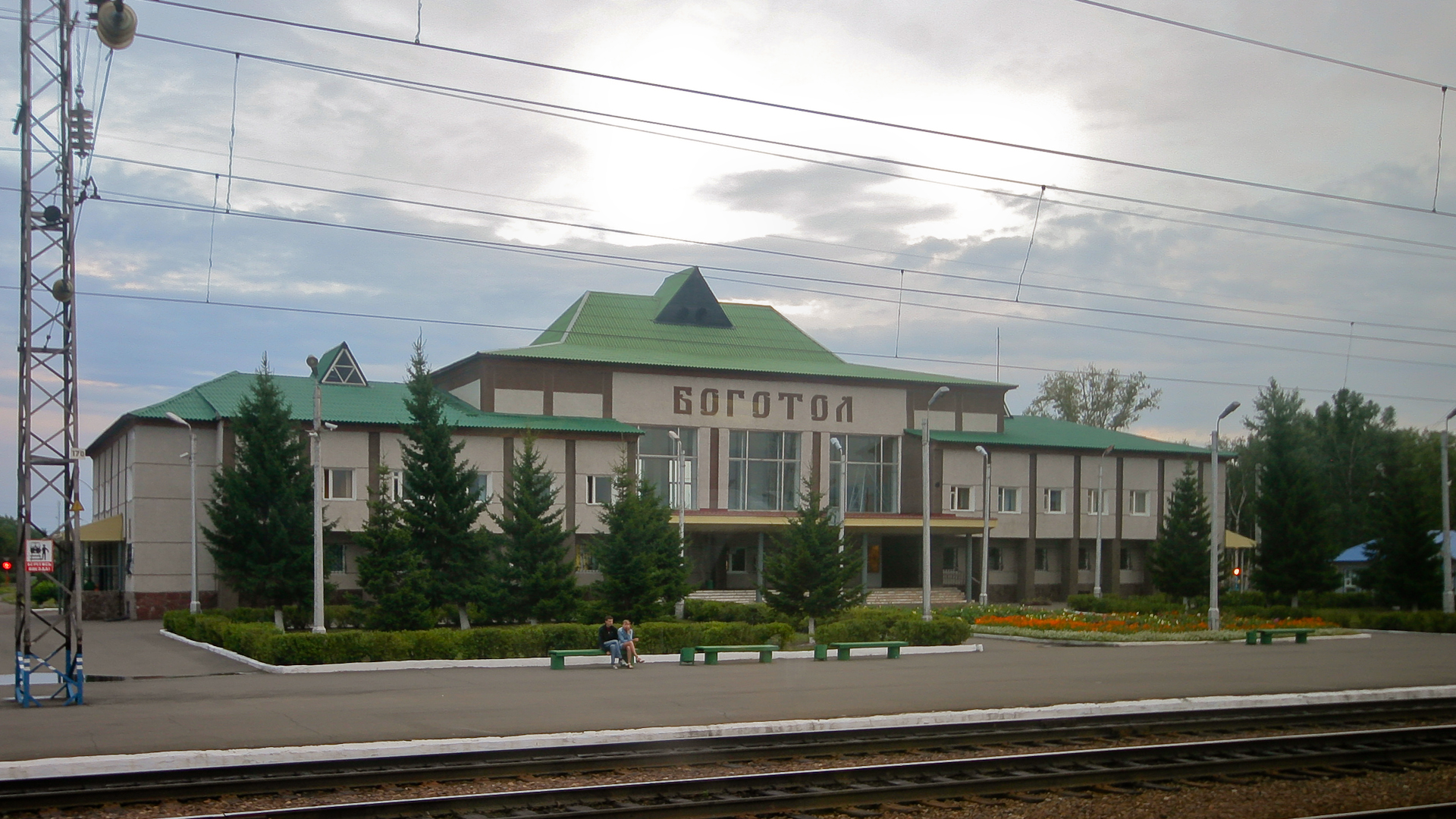
A vasútállomás épülete (2008)

A Krasznojarszki határterület délnyugati részén, Krasznojarszktól 252 km-re nyugatra, a Csulim partjától 6 km-re északra helyezkedik el. Területén ered a Csulim egyik mellékfolyója, a Csety. A város mellett vezet a „Szibéria” nevű R255-ös főút (oroszul: ). 
A transzszibériai vasútvonal Novoszibirszk–Krasznojarszk közötti szakaszának egyik állomása. A település a vasútállomás két oldalán terül el. Területe az erdős sztyepp övezetben, a Kanszk-acsinszki-szénmedence nyugati szélén fekszik, további növekedésének a közeli barnaszén lelőhely és a mocsaras vidék szab határt.
Éghajlata szélsőségesen kontinentális, azon belül mérsékelten hűvös és mérsékelten csapadékos. Az eddigi mért legmagasabb hőmérséklet 38 °C, a legalacsonyabb -53 °C volt.
A település 1893-ban, a vasútállomás építésekor keletkezett. 1911-ben lett város, 1925-ben pedig járási székhely is. A Bogotol nevű folyóról és a néhány kilométerre fekvő azonos nevű faluról nevezték el. A szó a ketek egyik népcsoportjának nevéből (bogotul) származik. Az állomáson át 1898-ban indult meg a vasúti közlekedés.